# Lisa Orgolini
Lisa Athena Orgolini (Los Ángeles, California, 31 de julio de 1963) es una actriz estadounidense, popular por sus actuaciones en las películas Trick or Treat (1986), Stalin (1992) y Shining Through (1992).

## Filmografía

### Cine y televisión
- Hideous Kinky - 1998
- Murder Most Horrid - 1996
- Girl Friday - 1996
- One for the Road - 1995
- Overdraft - 1995
- Brigada espacial - 1995
- Sister Nevik Brok - 1995
- Game-On - 1995
- Stalin - 1992
- Party Games - 1992
- House of Glass - 1992
- Shining Through - 1992
- Screen One - 1991
- The Libel - 1991
- Trick or Treat - 1986
- Muñecas de papel - 1982